# Sierra de Baza Norte
Sierra de Baza Norte este o arie protejată (arie specială de conservare — SAC, sit de importanță comunitară — SCI) din Spania întinsă pe o suprafață de 1.303,91 ha, integral pe uscat.

## Localizare
Centrul sitului Sierra de Baza Norte este situat la coordonatele 37°27′59″N 2°47′57″W / 37.4664°N 2.7991°V.

## Înființare
Situl Sierra de Baza Norte a fost declarat sit de importanță comunitară în decembrie 1997 pentru a proteja 8 specii de animale. Situl a fost protejat și ca arie specială de conservare în iulie 2020.

## Biodiversitate
Situată în ecoregiunea mediteraneană, aria protejată conține 5 habitate naturale: Tufărișuri halo-nitrofile (Pegano-Salsoletea), Lande oro-mediteraneene cu formațiuni endemice de grozamă, Dehesas cu Quercus spp. perene, Vegetație gipsofilă iberică (Gypsophiletalia), Pseudostepă cu ierburi și specii anuale de Thero-Brachypodietea.
La baza desemnării sitului se află mai multe specii protejate de  păsări (8): fâsă-de-câmp (Anthus campestris), buha (Bubo bubo), dumbrăveancă (Coracias garrulus), șoim călător (Falco peregrinus), ciocârlan (Galerida cristata), ciocârlie de pădure (Lullula arborea), Oenanthe leucura, turturică (Streptopelia turtur).
Pe lângă speciile protejate, pe teritoriul sitului au mai fost identificate 3 specii de plante, 7 specii de păsări, 1 specie de mamifere, 1 specie de nevertebrate, 5 specii de reptile.